# Marcellus I.
Svatý Marcellus I. byl 30. papež katolické církve. Datum narození není známo. Papežem byl zvolen v květnu nebo červnu roku 308 a zemřel v roce 309 nebo 310.

## Život
Po smrti papeže Marcellina v roce 304 Diocletianovo pronásledování křesťanů pokračovalo s mimořádnou krutostí. Po abdikaci císaře Diocletiana a nástupu nového císaře Galeria, které se uskutečnilo v květnu 305, se křesťané v Římě těšili relativnímu klidu. Nicméně trvalo téměř tři roky, než se církev zkonsolidovala natolik, aby mohl být zvolen nový biskup římský.
Marcellus I. převzal vedení církve ve velkém nepořádku. Modlitebny i pohřebiště byly zkonfiskovány a běžné aktivity církve byly přerušeny. V církvi bez pevného vedení se množily různé odštěpenecké názory, a navíc se ti, kteří v době perzekuce od církve odpadli, domáhali opětovného přijetí do křesťanské komunity, aniž by byli jakkoliv potrestáni.
Podle Liber Pontificalis Marcellus rozdělil území Říma na dvacet pět okrsků, v nichž ustanovil představitele církve, z nichž každý měl dohlížet na přípravy uchazečů o křest svatý a organizovat veřejná pokání odpadlíků. Kromě toho byli odpovědni za řádné pohřbení mučedníků a uctění jejich památky. Nechal rovněž vybudovat nový hřbitov Cemeterium Novellae na Via Salaria v blízkosti katakomb sv. Priscily. Dochoval se jeho list do Antiochie, v němž dovozuje, že římská církev je hlavou celého křesťanstva a že bez svolení římského biskupa se nesmí konat žádný církevní sněm.
Marcellus vystupoval jako přísný zastánce církevních předpisů, a to zejména v otázce návratu odpadlíků do církve. Podle některých zpráv byl tento postoj nejen kritizován jeho odpůrci, ale spor se dokonce přenesl do ulic a vyvolal veřejné nepokoje. Podle jedné z verzí císař Maximianus, aby znovu nastolil pořádek, nechal Marcella vyhnat z města.
Jiná legenda vypráví o jisté bohaté vdově Lucině, která odkázala celé své jmění církvi. Císař se chtěl tohoto majetku zmocnit, a proto vyzval papeže, aby se vzdal úřadu a zmíněný majetek obětoval bohům. Když tak neučinil, byl odsouzen, aby devět měsíců uklízel ve zvěřinci u dravých zvířat chovaných ke gladiátorským hrám. Poté byl ztlučen kyjem a vyhnán z města.
V obou verzích Marcellus zemřel krátce po vyhnání. Některé prameny uvádějí datum 16. ledna 310, ale není zřejmé, zda jde o datum smrti, nebo pohřbu. Byl pochován – jako jeho předchůdce – v katakombách sv. Priscilly. Chrám zasvěcený sv. Marcellovi stojí údajně na místě domu vdovy Luciny, která byla prohlášena za blahoslavenou.
Podle historika Theodora Mommsena nebyl Marcellus papežem, ale pouze administrátorem ustanoveným řídit církev do zvolení nového papeže. Podle něj je datum 16. leden 310 skutečně datem úmrtí Marcella a Eusebius byl zvolen papežem ještě za Marcellova života 18. dubna 309. Pro tuto konstrukci však nejsou věrohodné důkazy.
Památku sv. Marcella uctívá katolická církev 16. ledna.